# 植物生态学
植物生态学是生态学的一个分支学科，它研究植物的分布和数量，环境因素对植物的丰度的影响，植物和其他生物之间的相互作用。它们的实例是在北美温带落叶林的分布，沙漠植物对水的竞争，或放牧的成群动物影响草原的组成，干旱或洪水对植物生存的影响。
地球主要植被类型的全球概览被O.W. Archibold提供。他认识到11种主要植被类型：热带森林，热带稀树草原，干旱地区（沙漠），地中海生态系统，温带森林生态系统，温带草原，针叶林，苔原（极地和高山），陆地湿地，淡水生态系统，和沿海/海洋系统。 这个主题的广度显示了植物生态学的复杂性，因为它包括从单细胞浮游藻类到大型树冠层形成树木的植物。
植物生态学研究的环境条件包括气候、光照、温度、降水；土壤的质量、营养条件；其他当地动植物和微生物，地理情况，如地形、海拔高度、水环境等，以及人为的干涉，如农田等人工生态系统。
一种植物能适应不同的环境条件能力为其“生态幅度”，在不同的环境条件下，同一种生物会变化以适应环境，产生不同的“生态类型”。

## 分布

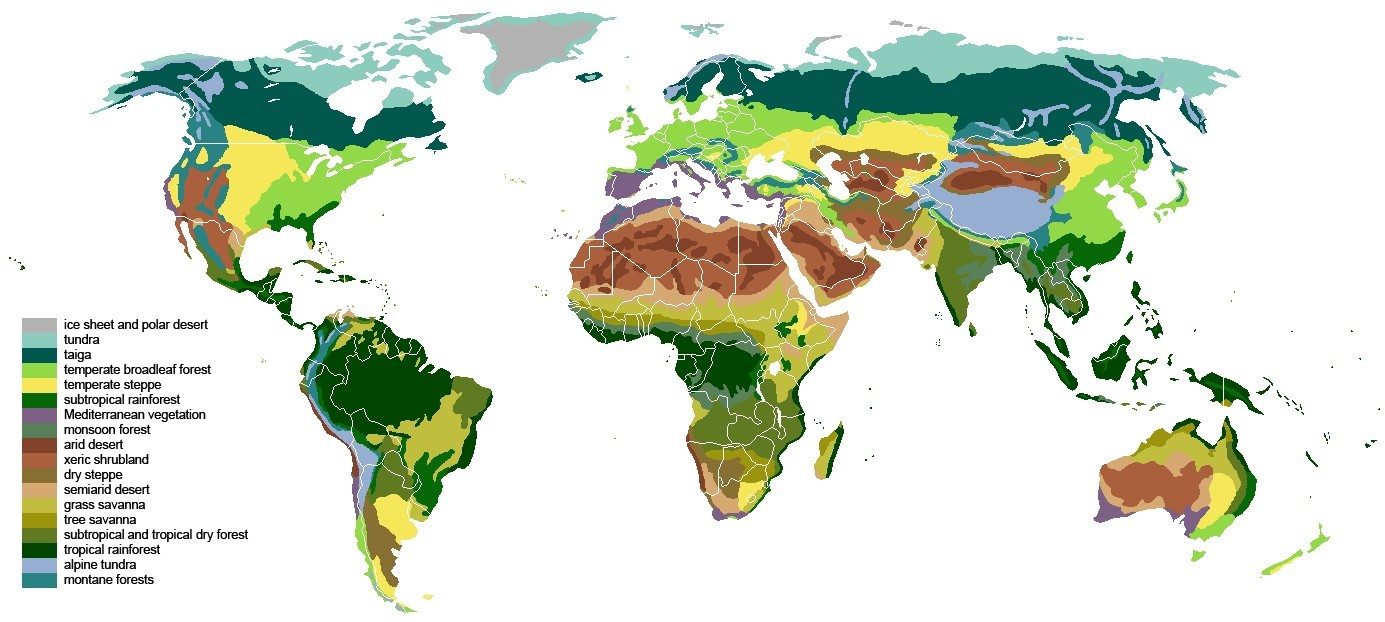
基于优势植物类型的世界生物群系。

植物分布受历史因素，生态生理学和生物相互作用的组合支配。 可能存在于特定地点的一组物种受到历史偶然性的限制。 为了表现出来，物种必须是在一个地区进化或分散在那里（自然或通过人类机构），并且不能在当地绝迹。 当地存在的一组物种进一步局限于那些具有适应生存环境条件的生理适应。 这个群体通过与其他物种的相互作用被进一步的塑造:2–3。
植物群落基于主要植物物种的形式广泛分布到生物群系（Biome）中。 例如，草地以草为主，而森林以树为主。 生物群系由区域气候决定，主要是气温和降水，并遵循一般的纬度趋势。 在生物群系中，可能有许多生态群落，这些生态群落不仅受到气候还受到各种小尺度特征的影响，包括土壤，水文学和干扰状况。 生物群系也随着海拔变化而变化，高海拔的生物群系通常类似于高纬度地区的生物群系。

## 种间关系

### 互利共生
互利共生被定义为“在两个物种或个体之间对两者都有益的相互作用”。 植物中最普遍的例子可能是植物与真菌（称为菌根）之间的互利关系。 植物有助于营养吸收，而真菌接受碳水化合物。 一些已知最早的植物化石甚至在其根茎上有菌根化石。

### 食草动物
植物的一个重要生态功能是它们在食物网的底部生产用于食草动物的有机化合物。 从刺到化学防御的大量植物特征可能与食草动物的强度有关。

## 参阅
- 生物地球化学
- 景观生态学
- 植被

## 扩展阅读
- Keddy, Paul A. . Cambridge University Press. 2007.  ISBN 978-0-521-86480-0
- Archibold, O.W. . Chapman and Hall, London. 1995.
- Crawley, Michael J. . Blackwell Scientific Publications. 1997 [1986]  [April 24, 2012]. （原始内容存档于2014-07-07）. ISBN 978-0-632-01363-0
- Gibson, J. Phil; Gibson, Terri R. . Green World. 2006  [April 24, 2012]. （原始内容存档于2019-06-16）. ISBN 978-0-7910-8566-0